# Арпи
Арпи (на арменски: Արփի) [Арпи лич], известно по-рано като Арпа) е второто по запаси на водни ресурси езеро в Армения. Езерото се намира на височина от 2023 m над морското равнище, в областта Ширак, в Ашотски район на Армения.
Езерото има богата флора и фауна. То е защитен обект по Рамсарската конвенция и през 2009 г. около езерото е създаден национален парк.

## Описание
В периода 1946 – 1951 г. езерото Арпи е изкуствено уголемено с цел увеличаване на обема на водните ресурси. По този начин площта му се е увеличава с 4,5 km2 до 22 km2, вместимостта му достига 100 милиона m3. Понастоящем са развити риболова и производството на електроенергията.
От езерото извира река Ахурян. Климатът около Арпи е континентален.

## Фауна
В района на езерото живеят повече от 100 вида птици. Някои от тях са включени в Червената книга.
От водоплаващите птици в района на езерото се срещат: зимно бърне (Anas crecca), малък гмурец (Tachybaptus ruficollis), бял щъркел (Ciconia ciconia), зеленоглава патица (A. platyrhynchos), кафявоглава потапница (Aythia ferina), качулата потапница (A. fuligula), червен ангъч (Tadorna ferruginea), морски дъждосвирец (Charadrius alexandrinus), бекасина (Gallinago gallinago), голяма бекасина (G. media), арменска чайка (Larus armenicus), белочела рибарка (Sterna albifrons). Сред водоплаващите птици, включени в Червената книга, сравнително често тук се срещат: къдроглав пеликан (Pelekanus crispus), черен щъркел (Ciconia nigra), обикновена пеганка (Tadorna tadorna) и сив жерав (Grus grus).
- Зимно бърне
- Арменска чайка
- Бял щъркел
- Черен щъркел
- Къдроглав пеликан

## Флора
В околностите на езерото виреят видове растения като заешка острица, тръстика. Изчедващите видове са: сибирски ирис, шпажник.
- Сибилски ирис
- Шпажник
- Тръстика